# Патріот (Кукавка)
ФК «Патріот»  — аматорський футбольний клуб з села Кукавка Могилів-Подільського району Вінницької області. Команда бере участь в Чемпіонаті Вінницької області серед аматорів, Кубку Вінницької області з футболу та Кубку України з футболу серед аматорів.

## Історія клубу
Історія кукавського футболу починається з 1995 року, коли команда з Куківки виступала в першості Могилів-Подільського району. В сезонах 1997, 1999, 2001 ця команда була чемпіоном району. 
Новітній період для ФК «Патріот» бере свій відлік з 2010 року. Саме тоді було прийнято рішення про створення футбольного клубу. У перші два роки свого існування «Патріот» проводив виключно товариські матчі (з ветеранами київського «Динамо», вінницькою «Нивою», місцевими командами). У сезоні 2012/2013 колектив стартував у першості області i виборов почесне друге місце. У 2013 році новим президентом «патріотів» став Мирослав Продан. У сезоні 2014/2015 команда в дебютному сезоні у вищій лізі чемпіонату області здобуває чемпіонський титул, а також виграє «Суперкубку Вінницької області з футболу».

## Досягнення
- Чемпіонат Вінницької області з футболу серед аматорів:
  - 2012/2013 — 2-ге місце ;
  - 2013/2014 — не брала участі
  - 2014/2015 — 1-ше місце (чемпіони);
- володарі Суперкубку Вінницької області з футболу 2014/2015;
- Кубок України з футболу серед аматорів 2015 — 1/8 фіналу

## Відомі гравці
До списку включені гравці, які мали досвід виступів у вищих дивізіонах національних чемпіонатів
- Юрій Грошев
- Анатолій Підгаєцький